# Байсеїтов Бахтіяр Даніярович
Бахтіяр Даніярович Байсеїтов (каз. Бақтияр Даниярұлы Байсейітов; нар. 11 травня 1953, Джамбул) — радянський та казахський футболіст, який виступав на позиції нападника, та казахський футбольний тренер. Перший головний тренер та єдиний граючий тренер у історії національної збірної Казахстану.

## Клубна кар'єра
Бахтіяр Байсеїтов народився в Чимкенті. Розпочав виступи на футбольних полях у 1981 році в клубі другої ліги СРСР «Меліоратор» з Чимкента, в якому грав до 1985 року. У 1985 році закінчив виступи на футбольних полях, і розпочав тренерську кар'єру.

## Тренерська кар'єра
Відразу після звершення виступів на футбольних полях у 1986 році Бахтіяр Байсеїтов розпочав тренерську кар'єру, очоливши свій колишній клуб «Меліоратор», у якому пропрацював до кінця сезону 1988 року. Протягом 1990 року очолював алматинський «Кайрат». У 1992 році знову очолив алматинський клуб, який привів до перемоги в чемпіонаті країни. У цьому ж році очолив національну збірну Казахстану, одночасно 3 липня 1992 року вийшов на поле в складі збірної в матчі проти збірної Лівії, відзначившись забитим м'ячем. Наступного року «Кайрат» займає лише 11 місце в чемпіонаті країни, що стає причиною відставки тренера, цього року він також іде у відставку з поста головного тренера збірної. У 2003 році Байсеїтов став головним тренером клубу «Ордабаси» (нова назва клубу «Меліоратор»), проте на цій посаді він пробув лише рік, та пішов у відставку в кінці 2004 року, причиною відставки назвавши незгоду з керівництвом клубу щодо завдань клубу на майбутній сезон. У 2006 році знову очолив «Кайрат», проте пробув на посаді лише півроку, подавши у відставку після відмови гравців продовжувати матч з клубом «Алма-Ата» у зв'язку з неякісним суддівством матчу.
У 2007 році Байсеїтов протягом другої половини сезону очолював клуб «Атирау».
У 2015 році Бахтіяр Байсеїтов знову очолив клуб «Ордабаси». У команді працював протягом двох років, у кінці 2017 року покинув пост головного тренера. У січні 2018 року Бахтіяр Байсеїтов став президентом клубу «Ордабаси».

## Досягнення

### Як тренер
- Чемпіон Казахстану: 1992
- Володар Кубка Казахстану: 1992